# Wiener Tierschutztag
Der Wiener Tierschutztag war eine von 1998 bis 2008 von der Stadt Wien (MA 60 – Veterinäramt der Stadt Wien) gemeinsam mit Tierschutzorganisationen abgehaltene zweitägige Informationsveranstaltung auf dem Rathausplatz. Hauptziel der Veranstalter war es, die Bevölkerung über den richtigen Umgang mit Tieren zu informieren. Sie stand unter dem Motto „Hund, Katz & Co“.

## Teilnehmende Organisationen
Im Laufe der Zeit stieg die Zahl der vertretenen Organisationen und Vertreter der Wirtschaft immer weiter an (2001: über 40, 2002: über 55, 2003: über 60, 2006: über 70). Insgesamt nahmen 134 Organisationen, Vereine, Unternehmen und Einzelpersonen an den Tierschutztagen teil, rund ein Dutzend von ihnen sind von Anfang an dabei. Beispiele für die vertretenen Organisationen sind:
- Haus des Meeres
- Institut für interdisziplinäre Erforschung der Mensch-Tier-Beziehung
- Magistratsabteilung 48
- Blinden- und Sehbehindertenverband Österreich
- Österreichische Tierärztekammer, Landesstelle Wien
- Tiergarten Schönbrunn
- Tierschutzaktion „Der blaue Kreis“
- Veterinärmedizinische Universität Wien
- Wiener Tierschutzverein
- Zoofachhandel[7]

## Programmpunkte

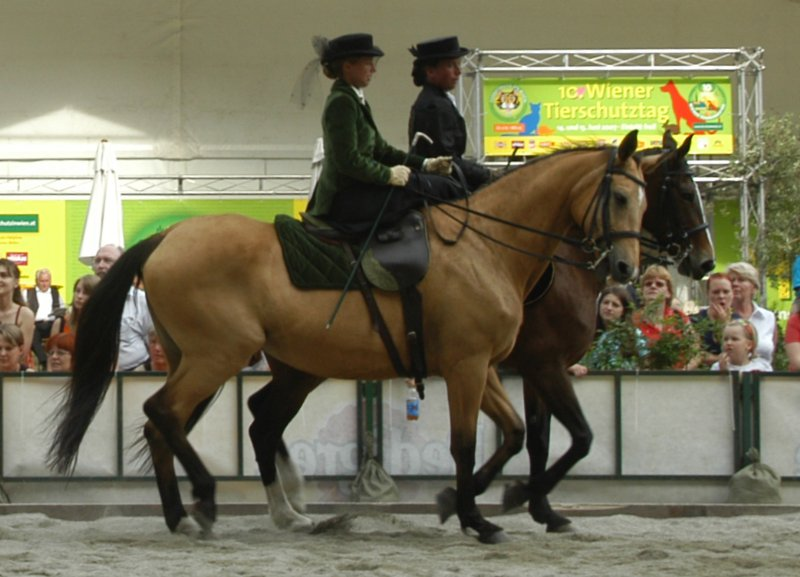
Eine der Vorführungen während des 10. Wiener Tierschutztages

Neben den Informationsständen der teilnehmenden Organisationen stand ein Showprogramm auf der Tagesordnung, für das seit 2001 alljährlich auf dem Rathausplatz ein 20 mal 40 Meter großes sandbedecktes Reitviereck angelegt wurde. Im Laufe der vergangenen Jahre gab es unter anderem folgende Vorführungen:
- Pferde: Trachtenquadrille, Voltigieren, Pas de deux, Vorführungen am langen Zügel, Ponylonge, Reiten im Damensattel, Packpferd- und Reitvorführungen und des österreichischen Bundesheers, Westernreiten, Kutschengespanne, Barock-Pferdekarussell, Therapiepferde
- Hunde: Agilityvorführungen, Diensthunde der Polizei und des Österreichischen Bundesheers, Hunderassenpräsentation, Blindenhunde, Therapiehunde
- Katzen: Rassekatzenschau
- Kultur: Neben den Tieren gibt es auch kulturelle Programmpunkte:

2002 war der Kabarettist Alf Poier zu Gast und 2004 sang Kammersängerin Ulrike Steinsky von der Wiener Volksoper hoch zu Ross auf ihrem Friesenhengst Lieder von Carl Michael Ziehrer.
Das Kabarettduo Muckenstruntz und Bamschabl war 2005 zu Gast, 2006 zeigte Michael Seida sein Können und 2007 zeigten die Kabarettisten Monica Weinzettl und Gerold Rudle Auszüge ihres Programms.
Neben den Aktivitäten, die mit Tieren in Zusammenhang stehen, wird auch auf das leibliche Wohl der Besucher geachtet. 2003 wurden von der Feldküche des Österreichischen Bundesheers etwa 6.500 Portionen ausgegeben. Dem Anlass entsprechend gibt es fleischlose Kost.

### Reitplatz
Da man Vorführungen zu Pferde auf dem Asphalt des Rathausplatzes nicht durchführen konnte, wurde ab dem Jahr 2001 unter Mithilfe der MA 49 – Forstamt und Landwirtschaftsbetrieb der Stadt Wien ein 40 mal 20 Meter großes Reitviereck errichtet. Gefüllt ist das Holzviereck mit über 1.000 Tonnen Sand.
Um den Pferden den täglichen Autotransport von und zu den Stallungen zu ersparen und zwischen den Auftritten einen ruhigen Ort zu verschaffen, wurde weiters ein Stallzelt mit Abspritzplatz errichtet. Der Tiergarten Schönbrunn stellt Futter und Streu zur Verfügung. Die Stallwache und sonstige Hilfsdienste werden von Mitarbeitern der landwirtschaftlichen Fachschulen Tullnerbach und Edelhof geleistet.

## Besucher

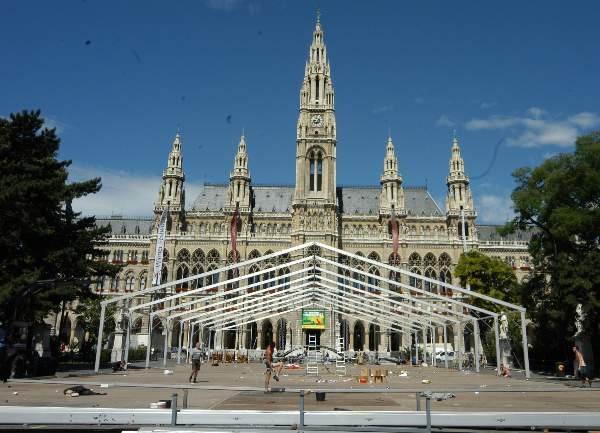
Der Tag danach: Abbau der Zelte

Der erste Wiener Tierschutztag fand am 10. Juli 1998 in einigen vom Marktamt geliehenen Ständen bei der Liechtenfelsgasse statt und hatte nur einige hundert Besucher. Zunehmende Bekanntheit, die Verlegung des Veranstaltungszeit aus den Sommerferien heraus und eine steigende Zahl an Attraktionen sorgte für eine steigende Zahl an Besuchern und machte ab dem Jahr 2000 eine Verlängerung auf zwei Tage notwendig.
| Jahr                       | Besucher und Besucherinnen |
| -------------------------- | -------------------------- |
| 10. Juli 1998              |                            |
| 8. und 9. Juni 2000        | 25.000                     |
| 21. und 22. Juni 2001      | 50.000                     |
| 12. und 13. Juni 2003      | 50.000                     |
| 17. und 18. Juni 2004      | 60.000                     |
| 17. und 18. Juni 2004      | 70.000                     |
| 25. und 26. September 2008 |                            |